# اچ‌ام‌اس گلوری (۱۸۹۹)
اچ‌ام‌اس گلوری (۱۸۹۹) (به انگلیسی: HMS Glory (1899)) کشتی که طول آن ۴۳۱ فوت (۱۳۱ متر) می باشد.این کشتی در سال ۱۸۹۹ ساخته شده است.